# David Crombie

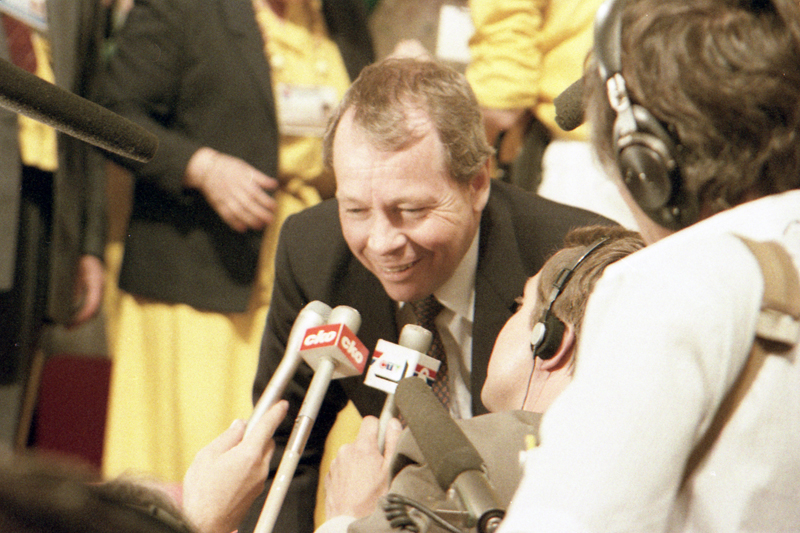
David Crombie (1983)

David Edward Crombie (* 24. April 1936 in Toronto, Ontario) ist ein kanadischer Politiker, Professor und Fachberater. Crombie war vom 1. Dezember 1972 bis zum 30. November 1978 der 56. Bürgermeister von Toronto.

## Leben
Crombie war in den 1960er Jahren Dozent für Politik an der Ryerson University. In dieser Zeit wurde er mit städtischen Reformen in Toronto konfrontiert. Der Stadtrat förderte sehr stark die Bauvorhaben, erlaubte eine große Zahl an Gebäuden abzureißen, um neue Apartments, Bürogebäude und Highways zu errichten. Crombie führte zusammen mit John Sewell und anderen Reformern eine basisdemokratische Bewegung an, welche die Kürzung der städtischen Entwicklung, zugunsten der Verbesserung der Sozialeinrichtungen und kommunaler Interessen, befürworteten.
Im Jahr 1970 wurde Crombie in den Stadtrat gewählt und 1972 zum Bürgermeister. Während seiner Amtszeit verhängte er eine Höhenbegrenzung für den Neubau von Gebäuden, förderte den öffentlichen Nahverkehr, verhinderte den Neubau von neuen Highways und verbesserte das kommunale Mitspracherecht. Diese Maßnahmen brachten Crombie zwar in der Bevölkerung eine breite Popularität, stießen aber im Gegenzug in der Wirtschaftswelt auf Missliebe. Die Entwicklung wurde von der Wirtschaft als politische Anti-Wachstumsbewegung wahrgenommen und wichen auf die Regionen York und Peel aus, die mit weniger Steuern und Auflagen mehr Wachstum zuließen. Der enorme Rückhalt in der Bevölkerung bescherte ihm 1974 und 1976 zweimal die Wiederwahl. Im August 1978 legte er sein Amt als Bürgermeister nieder, als er bei einer Nachwahl als Kandidat der Progressiv-konservativen Partei Kanadas einen Sitz im Unterhaus erlangte. Er war für kurze Zeit Gesundheitsminister unter Premierminister Joe Clark, der bereits nach einem Jahr Amtszeit abgewählt wurde. Unter Brian Mulroney wurde Crombie Minister of Indian Affairs and Northern Development, später Außenminister. Da Crombie einen zunehmenden Konservatismus in der Regierung wahrnahm, entschied er sich 1988 nicht mehr zur Bundeswahl anzutreten und kehrte zur Stadtpolitik zurück, wo er in der Führung der Royal Commission am Ausbau der Waterfront von Toronto mitwirkte. Am 13. Mai 2004 erhielt er die Auszeichnung Officer of the Order of Canada gewählt.
Sein Sohn Jonathan Crombie (1966–2015) war Schauspieler und wurde durch seine Rolle in der Fernsehserie Anne of Green Gables bekannt.